# Norwegischer Fußballpokal der Männer 1952
Der norwegische Fußballpokal 1952 (kurz auch NM-Cup 1952 genannt) war die 47. Austragung des Fußballpokalwettbewerbs der Männer. Pokalsieger wurde der FK Sparta Sarpsborg. Das Team setzte sich im Finale gegen den Solberg SK durch.

## 1. Runde
| Datum      |                       | Ergebnis  |                      |
| ---------- | --------------------- | --------- | -------------------- |
| 14.06.1952 | SK Jarl               | 4:2 n. V. | Ålgård FK            |
| 15.06.1952 | Asker SK              | 4:1       | Bøverbru IL          |
|            | Askim FK              | 1:0       | Kvik Halden FK       |
|            | SK Baune              | 0:2       | SK Vard Haugesund    |
|            | IF Borg               | 1:3       | Kragerø IF           |
|            | Borre IF              | 0:5       | Fredrikstad FK       |
|            | SK Brage              | 3:1       | Neset FK             |
|            | Brann Bergen          | 2:0       | Minde IL             |
|            | Bryne FK              | 1:2       | Viking Stavanger     |
|            | SK Djerv              | 2:2 n. V. | Nordnes IL           |
|            | SK Djerv 1919         | 8:0       | Odda IL              |
|            | SBK Drafn             | 3:0       | Torp IF              |
|            | Drammens BK           | 2:0       | Eik IF               |
|            | SK Falken             | 4:1       | SK Tryggkameratene   |
|            | FK Fremad Lillehammer | 0:2 n. V. | IL Spartacus Oslo    |
|            | Frigg Oslo FK         | 3:4       | Aurskog IL           |
|            | Geithus IL            | 2:2 n. V. | Steinberg IF         |
|            | FK Gjøvik Lyn         | 2:1       | Åsen SK              |
|            | IK Grane Arendal      | 0:1       | FK Donn              |
|            | Greåker IF            | 1:5       | Solberg SK           |
|            | Herkules IF           | 1:0       | Kjelsås IL           |
|            | FK Jerv               | 3:1       | IL Sørfjell          |
|            | Jevnaker IF           | 1:1 n. V. | Furuset IF           |
|            | Kapp IF               | 1:0       | Rakkestad IF         |
|            | Kongsberg IF          | 6:0       | Bækkelagets SK       |
|            | Kongsvinger IL        | 2:4       | Hamar IL             |
|            | Ham-Kam               | 9:1       | Koppang IF           |
|            | Kristiansund FK       | 5:4       | IL Goma              |
|            | FK Kvik Trondheim     | 3:0       | IL Trond             |
|            | Langevåg IL           | 4:1       | SK Rollon            |
|            | Larvik Turn           | 3:1       | IL Runar Sandefjord  |
|            | Lillestrøm SK         | 6:1       | Magnor IL            |
|            | Lisleby FK            | 6:0       | SFK Mercantile/Trygg |
|            | IF Liv                | 0:6       | Sandaker SFK         |
|            | FK Mandalskameratene  | 0:3       | Flekkefjord FK       |
|            | Mjøndalen IF          | 2:2 n. V. | Fram Larvik          |
|            | Molde FK              | 5:0       | Clausenengen FK      |
|            | Moss FK               | 6:0       | SK Stag              |
|            | Nymark IL             | 2:2 n. V. | Os TF                |
|            | Odds BK               | 2:1       | Ulefoss SF           |
|            | Ranheim IL            | 3:0       | SK Wing              |
|            | Raufoss IL            | 2:2 n. V. | Strømmen IF          |
|            | Sandefjord BK         | 1:0       | SF Grei              |
|            | Sarpsborg FK          | 5:3       | IL Liull             |
|            | Skeid Oslo            | 4:1       | Bjørkelangen SF      |
|            | IF Skiens-Grane       | 1:0 n. V. | Storms BK            |
|            | SK Snøgg              | 0:1       | Vestfossen IF        |
|            | SK Sprint-Jeløy       | 0:0 n. V. | Selbak TIF           |
|            | Stavanger IF          | 10:00     | Randaberg IL         |
|            | Steinkjer FK          | 0:4       | SK Nessegutten       |
|            | Stjørdal IL           | 1:5       | SK Freidig           |
|            | IL Sverre             | 3:0       | Rosenborg Trondheim  |
|            | Tollnes BK            | 1:0       | Skiens BK            |
|            | Tønsbergs TF          | 0:4       | IF Pors              |
|            | SK Ulf                | 1:0       | Klepp IL             |
|            | Urædd FK              | 1:4       | FK Sparta Sarpsborg  |
|            | Vang IL               | 0:1       | SFK Lyn Oslo         |
|            | IL Varegg             | 5:0       | SK Trane             |
|            | FK Vigør              | 0:2       | Start Kristiansand   |
|            | Vålerenga Oslo        | 9:0       | Ski IL               |
|            | FK Ørn                | 0:1       | Østsiden IL          |
|            | Ørsta IL              | 1:2 n. V. | IL Hødd              |
|            | Aalesunds FK          | 6:1       | SK Træff             |
|            | Årstad IL             | 0:1       | FBK Voss             |

### Wiederholungsspiele
| Datum      |              | Ergebnis |                 |
| ---------- | ------------ | -------- | --------------- |
| ??.06.1952 | Fram Larvik  | 3:2      | Mjøndalen IF    |
|            | Furuset IF   | 2:5      | Jevnaker IF     |
|            | Nordnes IL   | 4:5      | SK Djerv        |
|            | Os TF        | 5:0      | Nymark IL       |
|            | Selbak TIF   | 3:1      | SK Sprint-Jeløy |
|            | Steinberg IF | 0:1      | Geithus IL      |
|            | Strømmen IF  | 1:2      | Raufoss IL      |

## 2. Runde
| Datum      |                     | Ergebnis  |                    |
| ---------- | ------------------- | --------- | ------------------ |
| 21.06.1952 | Brann Bergen        | 5:1       | Stavanger IF       |
|            | FK Donn             | 00:11     | Larvik Turn        |
|            | Drammens BK         | 4:0       | Asker SK           |
|            | SK Falken           | 4:2       | Ranheim IL         |
|            | Flekkefjord FK      | 1:3       | SK Jarl            |
|            | Fram Larvik         | ?:?       | Tollnes BK         |
|            | Fredrikstad FK      | 8:1       | Aurskog IL         |
|            | SK Freidig          | 5:3       | Kristiansund FK    |
|            | Hamar IL            | 1:2       | Lillestrøm SK      |
|            | Ham-Kam             | 2:0       | Moss FK            |
|            | Herkules IF         | 1:3 n. V. | Kragerø IF         |
|            | Jevnaker IF         | 0:1       | Sandefjord BK      |
|            | FK Kvik Trondheim   | 7:3       | IL Sverre          |
|            | SFK Lyn Oslo        | 1:0       | Kongsberg IF       |
|            | Molde FK            | 5:1       | IL Hødd            |
|            | SK Nessegutten      | 1:4       | SK Brage           |
|            | IF Pors             | 3:2       | Start Kristiansand |
|            | Raufoss IL          | 4:0       | SBK Drafn          |
|            | Sandaker SFK        | 0:3       | Lisleby FK         |
|            | Selbak TIF          | 3:1       | FK Gjøvik Lyn      |
|            | IF Skiens-Grane     | 4:2       | FK Jerv            |
|            | Solberg SK          | 2:0       | Odds BK            |
|            | FK Sparta Sarpsborg | 7:2       | Askim FK           |
|            | IL Spartacus Oslo   | 3:1       | Sarpsborg FK       |
|            | SK Vard Haugesund   | 2:2 n. V. | SK Ulf             |
|            | IL Varegg           | ?:?       | SK Djerv           |
|            | Vestfossen IF       | 0:1       | Skeid Oslo         |
|            | Viking Stavanger    | 2:2 n. V. | SK Djerv 1919      |
|            | FBK Voss            | 3:0       | Os TF              |
|            | Vålerenga Oslo      | 3:2       | Geithus IL         |
|            | Østsiden IL         | 1:2       | Kapp IF            |
|            | Aalesunds FK        | 3:1       | Langevåg IL        |

### Wiederholungsspiele
| Datum      |               | Ergebnis |                   |
| ---------- | ------------- | -------- | ----------------- |
| 28.06.1952 | SK Djerv 1919 | 1:0      | Viking Stavanger  |
|            | SK Ulf        | 2:0      | SK Vard Haugesund |

## 3. Runde
| Datum      |                     | Ergebnis  |                   |
| ---------- | ------------------- | --------- | ----------------- |
| 27.07.1952 | FK Sparta Sarpsborg | 3:0       | Fram Larvik       |
|            | Lisleby FK          | 1:2 n. V. | Raufoss IL        |
|            | Skeid Oslo          | 3:0       | IF Skiens-Grane   |
|            | Lillestrøm SK       | 3:0       | SK Falken         |
|            | Kapp IF             | 3:0       | Fredrikstad FK    |
|            | Solberg SK          | 2:2 n. V. | Selbak TIF        |
|            | Larvik Turn         | 3:0       | Kragerø IF        |
|            | IF Pors             | 3:0       | SFK Lyn Oslo      |
|            | SK Ulf              | 3:0       | Sandefjord BK     |
|            | SK Jarl             | 0:2       | Brann Bergen      |
|            | SK Djerv 1919       | 3:0       | FBK Voss          |
|            | IL Varegg           | 0:2       | IL Spartacus Oslo |
|            | Aalesunds FK        | 0:2       | FK Kvik Trondheim |
|            | SK Freidig          | 3:0       | Molde FK          |
|            | SK Brage            | 3:0       | Ham-Kam           |
|            | Vålerenga Oslo      | 0:2       | Drammens BK       |

### Wiederholungsspiel
| Datum      |            | Ergebnis |            |
| ---------- | ---------- | -------- | ---------- |
| 17.08.1952 | Selbak TIF | 0:2      | Solberg SK |

## 4. Runde
| Datum      |                   | Ergebnis |                     |
| ---------- | ----------------- | -------- | ------------------- |
| 17.08.1952 | IL Spartacus Oslo | 2:3      | FK Sparta Sarpsborg |
|            | Brann Bergen      | 5:0      | SK Djerv 1919       |
|            | Lillestrøm SK     | 4:0      | SK Ulf              |
|            | FK Kvik Trondheim | 2:1      | SK Brage            |
|            | Raufoss IL        | 3:1      | Skeid Oslo          |
|            | Larvik Turn       | 3:0      | Drammens BK         |
|            | IF Pors           | 0:1      | Kapp IF             |
| 31.08.1952 | SK Freidig        | 1:2      | Solberg SK          |

## Viertelfinale
| Datum      |              | Ergebnis  |                     |
| ---------- | ------------ | --------- | ------------------- |
| 21.09.1952 | Larvik Turn  | 3:1       | Lillestrøm SK       |
|            | Brann Bergen | 0:0 n. V. | FK Kvik Trondheim   |
|            | Solberg SK   | 2:1       | Raufoss IL          |
|            | Kapp IF      | 1:3       | FK Sparta Sarpsborg |

### Wiederholungsspiel
| Datum      |                   | Ergebnis |              |
| ---------- | ----------------- | -------- | ------------ |
| 28.09.1952 | FK Kvik Trondheim | 2:4      | Brann Bergen |

## Halbfinale
| Datum      |                     | Ergebnis |             |
| ---------- | ------------------- | -------- | ----------- |
| 12.10.1952 | Brann Bergen        | 1:2      | Solberg SK  |
|            | FK Sparta Sarpsborg | 2:1      | Larvik Turn |

## Finale
| FK Sparta Sarpsborg                         | FK Sparta Sarpsborg | Solberg SK | Solberg SK |
| ------------------------------------------- | --- | --- | ---------- |
| FK Sparta Sarpsborg                         | \| Finale \| \| 26. Oktober 1952 in Oslo (Ullevaal-Stadion) \| \| Ergebnis: 3:2 (0:2) \| \| Zuschauer: 30.639 \| \| Schiedsrichter: Helge Ladim \| \| Spielbericht \|          | \| Finale \| \| 26. Oktober 1952 in Oslo (Ullevaal-Stadion) \| \| Ergebnis: 3:2 (0:2) \| \| Zuschauer: 30.639 \| \| Schiedsrichter: Helge Ladim \| \| Spielbericht \| | Solberg SK |
| FK Sparta Sarpsborg                         | Asbjørn Hansen – Guttorm Nicolaysen, Brede Svendsen – Karsten Hansen, Einar Bråthe, Roger Pedersen – Arne Olsen, Knut Sørensen, Odd Wang Sørensen, Evald Nilsen, Egil Johansen | | Solberg SK |
| FK Sparta Sarpsborg                         | 1:2 Knut Sørensen (78., Elfmeter) 2:2 Knut Sørensen (84., Elfmeter) 3:2 Odd Wang Sørensen (89.)                                                                                | 0:1 Roger Pedersen (10., Eigentor) 0:2 Brede Svendsen (34., Eigentor)                                                                                                 | Solberg SK |
| Finale                                      | | |            |
| 26. Oktober 1952 in Oslo (Ullevaal-Stadion) | | |            |
| Ergebnis: 3:2 (0:2)                         | | |            |
| Zuschauer: 30.639                           | | |            |
| Schiedsrichter: Helge Ladim                 | | |            |
| Spielbericht                                | | |            |